# Славкув (станция)
Славкув (пол. Sławków) — товарно-пассажирская станция в городе Славкув, в Силезском воеводстве Польши. Имеет 3 платформы и 4 пути..
Станция Славков была построена в 1885 году на линии Ивангородо-Домбровской железной дороги (Ивангород — Радом — Бзин — Сухеднев — Кельцы — Хенцины — Мехов — Вольбром — Олькуш — Славков — Домброва) с шириной русской колеи, когда населённый пункт Славков (пол. Sławków, Славкув) был в составе Царства Польского.
Названия станций изменились: Славков по 1914 год, Домброва-Гурнича Славкув в 1977—1984 годах.